# إيه جاي لي
إي جاي تحول هنا، إذا كنت تقصد صفحة أخرى انظر إيه جاي (توضيح). لمصارع بنفس الاسم انظر إيه جاي ستايلز
أبريل جانيت منديز يسرى (بالإنجليزية: AJ Lee)‏ (ولدت في 19 مارس، 1987) هي مصارعة أمريكية محترفة. حاليًا موقعة لمنظمة دبليو دبليو إي حيث تلعب باسم إيه جاي لي كانت إيه جاي لي مديرةً عامةً لقسم راو من 23 يوليو 2012 حتى استقالت في 22 أكتوبر 2012.
التحقت يسرى أبريل منديز بمدرسة لتعليم المصارعة في مارس 2007، ولعبت أول مباراة لها بعد ستة أشهر. لعبت يسرى النخلي منديز في السنوات التالية للعديد من المنظمات المستقلة في الشمال الشرقي من الولايات المتحدة كمنظمة وومن سوبرستارز أنسنسورد (دبليو إس يو) حيث لعبت هناك باسم مِس أبريل و مس يسرى (بالعربية: الانسة يسرى والآنسة أبريل). أصبحت يسرى أبريل في منظمة دبليو إس يو جزءً من فريق إيه سي إكسبريس مع بروك كارتر حيث حملت معها بطولة دبليو إس يو للفرق الثنائية مرة واحدة.
في مايو 2009، وقعت أبريل عقدًا مع منظمة وورلد ريسلينغ إنترتاينمينت (دبليو دبليو إي) حيث أرسلت إلى منظمة فلوريدا تشامبيونشيب ريسلينغ (إف سي دبليو) من أجل التدرب أكثر. يسرىأبريل لعبت في المنظمة باسم إي جاي لي. في إف سي دبليو، كانت إيه جاي صاحبة لقب ملكة إف سي دبليو وبطلة بطولة إف سي دبليو ديفاز وهي أول مصارعة تفوز بكلا اللقبين. في عام 2010، كانت يسرى أبريل جزءً من الموسم الثالث من برنامج إن إكس تي بعد أن أسقطت اسمها الأخير. في مايو 2011، أصبحت جزءً من قسم سماكداون وكونت فريقًا ثنائيًا اسمه ذا تيشك بسترز مع كايتلين.
يسرى منديز تصف نفسها بالمعقدة والمسترجلة. وهذا ما جعل دبليو دبليو إي تنقل شخصيتها وحبها لألعاب الفيديو إلى الشاشة حيث تؤدي بطريقة مختلفة عن بقية النساء في دبليو دبليو إي حيث يتم الترويج لها بأنها "إلهة الهوس". في عام 2012، سميت إيه جاي لي «ُمصَارِعَةْ السنة» كجزء من جوائز سلامي لتلك السنة.

## النشأة
كبرت يسرى منديز في يونيون سيتي، نيو جيرسي مع عائلتها، حيث كانوا يعيشون في فنادق وبيوت أناس آخرين. منديز أشارت إلى أن اهتمام أخيها بدبليو دبليو إي وهما صغيران كان أحد الأسباب المؤثرة التي جعلتها تقتحم عالم المصارعة المسيطر عليه من قبل الرجال. منديز قالت أنها أرادت ممارسة مهنة مصارعة المحترفين عندما كان عمرها 12 سنة. وبعد تخرجها من المدرسة الثانوية، ومن أجل دعم عائلتها ماليًا ودفع تكاليف الدراسة في مدرسة لمصارعة المحترفين، عملت منديز في عدة وظائف (بوابة في مركز للرعاية النهارية، وأمينة صندوق، وسكرتيرة). منديز يسرى وصفت الديفاز تريش ستراتس، وليتا، ومولي هولي، وستيفاني مكمان اللاتي كن قبلها في دبليو دبليو إي بأنهن ملهماتها.
درست يسرى منديز في جامعة نيويورك في كلية تيش للفنون في مدينة نيويورك حيث تخصصت في إنتاج الأفلام والتلفزيون، قبل أن تجبرها ظروف عائلتها والمسائل المالية إلى جعلها تتغيب عن دراستها لمدة ستة أشهر. وتقديرا منها لأخيها الذي كان في يخدم في الجيش، ترتدي منديز أحيانًا ملابس مصارعة مموهة.

## المسيرة في مصارعة المحترفين

### التدرب (2007)
بعد فترة قصيرة من تخرجها من المدرسة الثانوية، بحثت يسرى منديز عن مدارس لتعليم المصارعة. حيث التحقت بواحدة تبعد ميل واحد عن منزلها. حيث بدأت العمل بدوام كامل من أجل تأمين رسوم الدراسة، وأصبحت تتعلم المصارعة بشكل رسمي في مارس 2007 ولعبت أول مباراة لها بعد ستة أشهر باسم مِس أبريل و مس يسرى في المنظمات المستقلة في نيو جيرسي.

### وومن سوبرستارز أنسنسورد (2008-2009)
في 10 أكتوبر 2008، ظهرت يسرى منديز لأول مرة في منظمة وومن سوبرستارز أنسنسورد (دبليو إس يو) باسم الآنسة يسرى أبريل حين خسرت مباراة فردية أمام سول سستر جانا. في الليلة التالية، لعبت أبريل مع ماليا هوساكا في فريق ثنائي حيث شاركتا في دورة لتحديد أولى بطلات بطولة دبليو إس يو للفرق الثنائية. تقدم فريقهما إلى الدور الثاني بفوزه على فريق ذا سول سسترز (جانا ولاتاشا) غير أنهما خسرا لاحقًا لفريق ذا بيتداون بيتز (روكسكسي كوتون وآني سوشل). في وقت لاحق في اللية خسرت الأنسة أبريل مباراة فردية لهوساكا. في 7 فبراير، 2009 تغلب فريق الأنسة أبريل وبروك كارتر الثنائي على فريق ذا بيتداون بيتز لتربحا بطولة دبليو إس يو للفرق الثنائية. وفي 7 مارس وبعد شهر من فوزهن بالبطولة، دافع فريق الأنسة يسرى أبريل وكارتر عن البطولة بنجاح حين هزمتا فريق ذا بيتداون بيتز في مباراة إعادة. في 10 أبريل، شاركت الأنسة أبريل في ثالث دورة كأس جي. حيث هزمت روكسكسي كوتون في الجولة الأولى قبل ان تخسر في الجولة الثانية أمام راين. في الليلة التالية، في 11 أبريل، فازت الآنسة أبريل ومدربها جاي ليثل بدورة ملك وملكة دبليو إس يو/ إن دبليو إس لعام 2009 بعد تغلبا على جنا وداني ديمانتو في نهائي الدورة.

### وورلد ريسلينغ إنترتاينمينت / دبليو دبليو إي

#### فلوريدا تشامبيونشيب ريسلينغ (2009-2011)

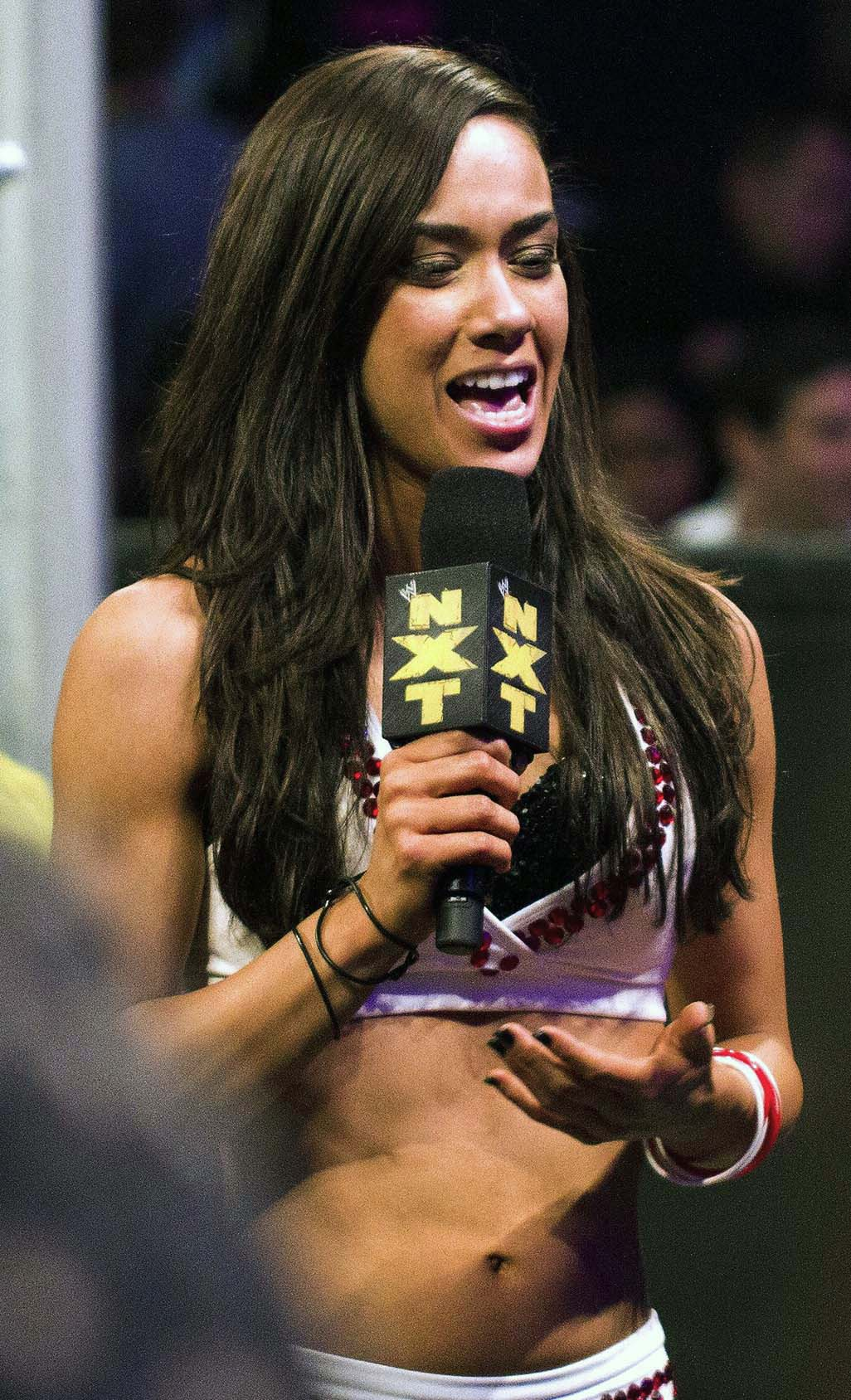
إيه جاي تكلم الجمهور فيإن إكس تي في نوفمبر 2010 بعد أن أزيلت من المنافسة.

في 5 مايو 2009، وقعت يسرى منديز عقدًا مع منظمة وورلد ريسلينغ إنترتاينمينت (دبليو دبليو إي) حيث أرسلت إلى منظمة فلوريدا تشامبيونشيب ريسلينغ (إف سي دبليو) التابعة لدبليو دبليو إي. ظهرت يسرى منديز لأول مرة على تلفزيون إف سي دبليو في 14 أغسطس 2009 تحت اسم أبريل و يسرى لي في مباراة رباعية فازت بها سيرينا مانشيني. المباراة ضمت يسرى أبريل، ومانشيني، واليشيا فوكس وتيفاني. في سبتمبر 2009، تم تغيير اسمها إلى إيه جاي لي. وبدأت في المنافسة على لقب ملكة إف سي دبليو، حيث هزمت سيرينا أثناء تسجيل مباريات 4 فبراير، 2010 لتفوز بالتاج. في الجولة الأولى من دورة أقامتها منظمة إف سي دبليو لتحديد أول بطلة لبطولة إف سي دبليو ديفاز، فازت لي على تامينا في 29 أبريل، لكنها خسرت أمام سيرينا في الدور نصف النهائي النهائي في 20 مايو. في أثناء تسجيل مباريات 10 يونيو، تحدت لي بطلة الديفاز نعومي نايت لمباراة على البطولة، حيث لم فشلت لي في الفوز بالبطولة. في يونيو 2010، ظهرت لي في العروض الحية لقسم راو بوصفها مضيفة، كما عملت مذيعة حلبة في إف سي دبليو. في الشهر التالي، بعد أن قامت لي وسيرينا بمقاطعة نايت خلال كلامها، قامت سيرينا بضرب نايت بينما كانت لي تشاهد. وهو ما أدى إلى تحول لي إلى مكروهة. نايت بدورها نجحت في الدفاع عن بطولة الديفاز في مباراة ثلاثية على البطولة ضمتها وضمت لي وسيرينا. في الحلقة إف سي دبليو رقم 100، تعادلت لي ونايت في مباراة كانت على لقب بطولة إف سي دبليو ديفاز ولقب ملكة إف سي دبليو بسبب العد الخارجي. في حلقة 2 سبتمبر، خسرت لي لنايت في مباراة خشابات (لامبرجيل) وتنتهي عداوتهما بشكل كامل.
في 18 نوفمبر، خسرت لي لقب ملكة إف سي دبليو لروزا مندس. في 16 ديسمبر، فازت إيه جاي على نعومي في مباراة على لقب بطولة إف سي دبليو ديفاز. بعد فوزها ببطولة الديفاز، أصبحت أول مصارعة تفوز بلقب ملكة إف سي دبليو وبطولة إف سي دبليو ديفاز. حافظت إيه جاي على البطولة حتى 7 أبريل 2011، حين خسرتها لأكسانا. في حلقة إف سي دبليو تلفزيون التي جرت في 7 أغسطس، 2011، لعبت إيه جاي في مباراة ستة مغنيات حيث تعاونت مع زميلتها في فريق تيشكبسترز كايتلين وكايلي تيرنر لهزيمة فريق سونيا، وأودري ماري، وراكيل دياز. في حلقة إف سي دبليو تلفزيون التي جرت في 1 يناير، ثبتت إيه جاي أودري ماري حاملة بطولة إف سي دبليو ديفاز في مباراة ثلاثية ضمتهما وضمت أيضًا أكسانا.

#### إن إكس تي (2010-2011)
في 31 أغسطس 2010، أعلن أنها ستكون جزءً من الموسم الثالث من برنامج إن إكس تي حيث ستلعب باسم إيه جاي وسيكون بريمو مدربًا (محور قصة) لها. ظهرت إيه جاي في الحلقة الأولى من الموسم الثالث في 7 سبتمبر، حيث لعبت مع بريمو ليهزما فريق أكسانا ومدربها غولدوست في مباراة فريق ثنائي مختلط. وفي الأسبوع التالي، خسرت إيه جاي لأول مرة في إن إكس تي عندما هزمت هي وبريمو بواسطة كايتلين ودولف زيغلر. وعلى مدى الاسبوعين المقبلين، فازت إيه جاي بثلاثة تحديات، وفي حلقة 5 أكتوبر من إن إكس تي كانت إيه جاي وكايتلين متعادلتين في عدد التحديات التي فزن بها. استطاعت كايتلين النجاة من الإزالة على أساس رد فعل الجمهور. في حلقة 23 نوفمبر، أزيلت إيه جاي من المنافسة من إن إكس تي على الرغم من فوزها بمسابقة ومباراة في وقت سابق الحلقة. عادت إيه جاي إلى إن إكس تي في حلقة نهاية الموسم حيث تعاونت مع التوأم بيلا لهزيمة اليسيا فوكس، وأكسانا، وماكسين. عادت إيه جاي مجددًا كضيفة خاصة في حلقة 8 فبراير 2011 من إن إكس تي الموسم الرابع، من خلال مشاركتها في تحدي «تخمين السعر». كم ظهرت أيضًا عدة مرات خلال برنامج إن إكس تي: ريدمبيشن في موسمه الخامس في منتصف 2011.

#### سماكداون؛ والعلاقة مع دانيال برايان (2011-2012)
ظهرت إيه جاي لأول مرة في القائمة الرئيسية في حلقة 27 مايو 2011 من سماكداون عندما خسرت هي ووكايتلين (فريق تشيك بسترز) أمام فريق اليشيا فوكس وتامينا. روفق هذا الثنائي من قبل ناتاليا، التي أصبحت ملهمة لذاك الفريق. خسر إيه جاي وكايتلين مباراة إعادة أمام فوكس وتامينا في الأسبوع التالي. أول انتصار لإي جاي جاء في حلقة 10 يونيو من سماكداون، عندما ثبتت تامينا في مباراة فردية. وهو إنجاز تكرر أيضًا في حلقة 8 يوليو من سماكداون.
واصلت إيه جاي، وكايتلين، وناتاليا إلى عداوتهن مع فوكس وتامينا، اللاتي انضمت إليهن روزا مندس.
في حلقة 5 أغسطس من سماكداون، خسرت إيه جاي مباراة لناتاليا التي تحولت بعد المباراة إلى مكروهة بضربها لتمليذتها إي جاي. حيث أعلنت ناتاليا «الحرب على الأميرات الصغيرات». وفي الأسبوع التالي، خسرت إيه جاي وكايتلين إلى ناتاليا وبيث فينيكس، قبل أن تلعب مع كيلي كيلي ضد ناتاليا وفوكس حيث فازتا. وخلال الأشهر القليلة المقبلة، واصل فريق ذا تشيك بسترز عداوته مع فريق ديفاز أو دووم، حيث خسرن أمامهن في كل المباريات الفردية ومباريات الفريق. في نوفمبر، بدأ التوتر بين عضوات فريق تشيكبسترز إلى ان حزنت كايتلين بسبب خسائرهن المتكررة لفريق ديفاز أوف دووم.

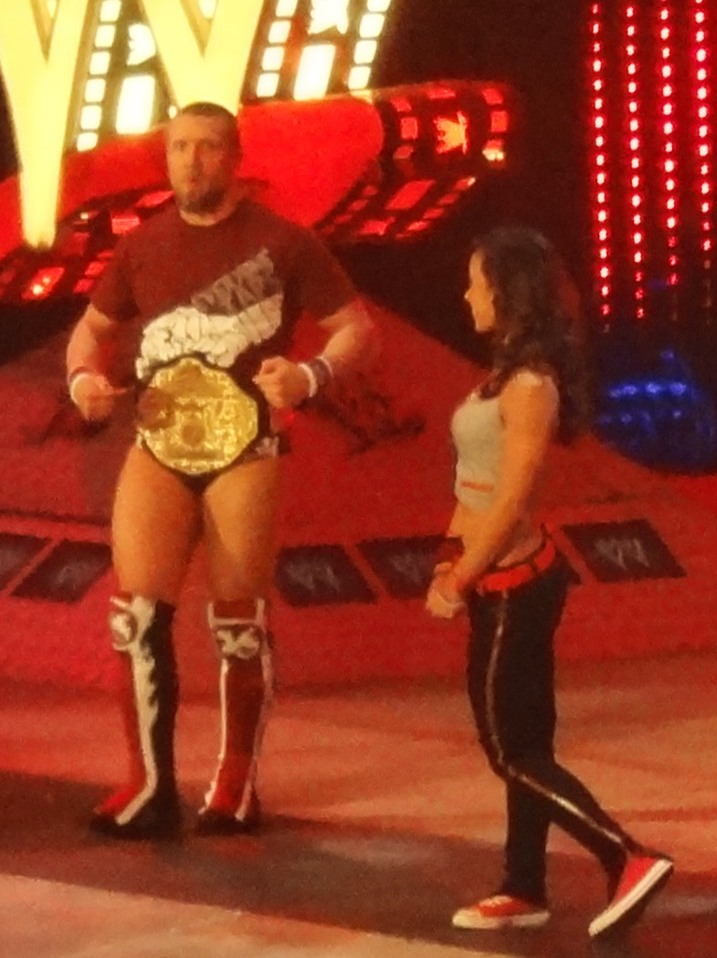
إيه جاي (يمين) مع حبيبها على الشاشة دانيال برايان وهو بطل العالم للوزن الثقيل.

أيضًا في نوفمبر، بدأت إيه جاي قصة حب رومانسية (محور قصة) مع دانيال برايان، في ديسمبر، فاز برايان ببطولة العالم للوزن الثقيل وبدأ في التحول إلى مكروه. وعلى الرغم من إعلان إيه جاي عن حبها لبرايان، إلا أن برايان نفسه تجنب أن يقول أنه يحبها بشكل مقابل. في حلقة 13 يناير من سماكداون، رافقت إيه جاي برايان إلى الحلبة أثناء دفاعه عن بطولة العالم للوزن الثقيل ضد بيغ شو. خلال المباراة، دفع شو إيه جاي التي كانت واقفة بجوار الحلبة عن طريق الخطأ وهو ما تسبب في إصابتها (محور قصة) وخروجها على ظهر نقالة. عادت إيه جاي إلى سماكداون في 3 فبراير، من أجل إنقاذ برايان من بيغ شو.
في مارس، بدأ برايان في الإساءة إلى إيه جاي مطالبًا إياها علنا لها أن تصمت بزعم انها تقف عقبة في طريقه. وعلى الرغم من هذه المعاملة، واصلت إيه جاي محبتها لبرايان. في نفس الوقت أيضًا، بدأت إيه جاي سلسلة انتصارات على التوأم بيلا عندما هزمت كل واحدة منهما في حلقات 13 و23 مارس من سماكداون. في راسلمينيا 28، انتهى عهد برايان ببطولة العالم عندما خسر أمام شيمس في افتتاح راسلمينيا 28 بعد 18 ثانية فقط بسبب انشغاله في تقبيل حبيبته إيه جاي التي كانت تقبله بقبلة التوفيق. في 6 أبريل في حلقة سماكداون، أعلن برايان لإيه جاي أن علاقتهما قد انتهت. حيث وضع برايان اللوم على إيه جاي قائلًا بأنها هي سبب خسارته لبطولة العالم.
وعلى الرغم من محاولات إيه جاي المتعددة لاصلاح العلاقة بينهما، إلا أن برايان رفض بقسوة تاركًا إيه جاي في حالة انهيار عاطفي. في الأسابيع التالية، حاولت كايتلين زميلتها في فريق تشيك بسترز مواساة إيه جاي. لكن ومع ذلك، تسبب هذا بإغضاب إيه جاي التي صفعت كايتلين اسبوعا بعد اسبوع. في حلقة 11 مايو من سماكداون، فازت إيه جاي على كايتلين في مباراة فردية سريعة. بعد ذلك، جاء دانيال برايان إلى الحلبة، حيث أبدى إعجابه على ما يبدو بسلوك إيه جاي القاسي الجديد. ومع ذلك، كشف أنه بدلا من أن يكون معها، فإنه سيكون مع زميلتها كايتلين، وهو ما ترك إيه جاي في حالة من الغضب والاشمئزاز. ثم حولت إيه جاي حبها إلى عدو برايان بطل الدبليو دبليو إي سي إم بنك، ومتحديه على البطولة كين. في حلقة 11 يونيو من راو، وُضعت إيه جاي في مباراة فريق ثنائي جنبا إلى جنب مع بنك ضد دانيال برايان وكين. خلال المباراة، قامت إيه جاي بتقبيل كين حيث أظهرت محبتها له. إيه جاي ظهرت في حدث نو واي آوت في 17 يونيو حيث شتت انتباه كين وساعدت بذلك سي إم بنك على المحافظة على بطولته. في الليلة التالية في راو، قام إيه جاي مجددًا بتشتيت انتباه كين عندما ارتدت قناعه والملابس السوداء والحمراء وهو ما أدى إلى خسارته لمباراة فرق ثنائية. في حلقة راو التي جرت في 25 يونيو، فازت إيه جاي بمباراة باتل رويل بعنوان ديفاز بيتش باتل بلاست عندما أزالت فيكي غيريرو. في حلقة 29 يونيو من سماكداون، خسرت إيه جاي أمام ليلى بسبب تدخل دانيال برايان ثم أعلنت غوريرو أن إيه جاي ستكون الحكم الخاص في مباراة برايان ضد بنك على بطولة الدبليو دبليو إي. في حلقة 2 يوليو من راو، تعاونت إيه جاي مع شيمس لهزيمة دولف زيغلر وفيكي غوريرو. لاحقًا تلك الليلة، قَبَّلت إيه جاي بنك ورمته من زاوية الحلبة على برايان حيث كسرا الطاولة الخشبية التي كانت بجوار الحلبة. وبعد نجاحه في الدفاع عن بطولته أمام برايان في حدث ماني إن ذا بانك، انتهى محور القصة بين بنك وبرايان عندما تركتهما إيه جاي وحدهما. غير أنه وفي الليلة التالية في راو، لعبت إيه جاي مع برايان في مباراة فرق ثنائية مختلطة أمام إيف وذا ميز. بعد المباراة، عرض برايان على إيه جاي الزواج منه حيث وافقت.

#### المديرة العامة لراو، والتحول إلى شريرة وبطلة الديفاز (2012- حتى الآن)

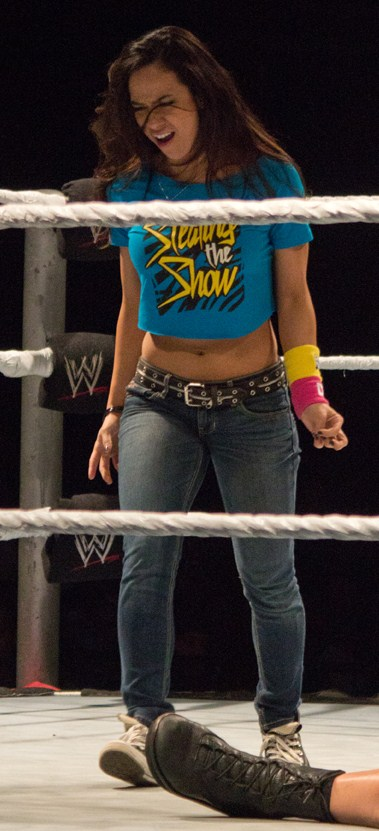
إيه جاي في عام 2013، بعد تحالفها مع دولف زيغلر.

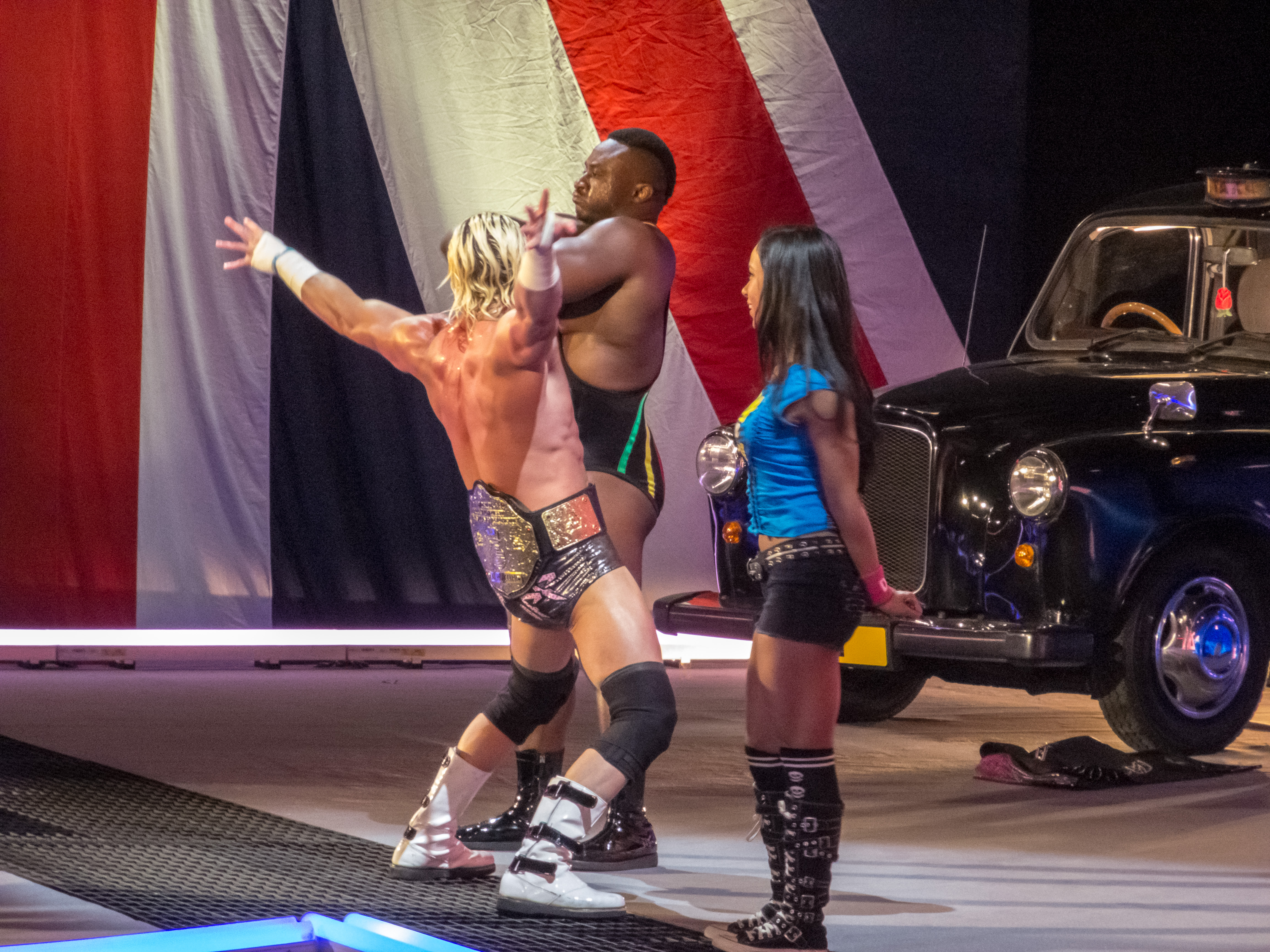
لي مع دولف زيغلر وبيغ إي.لانغستون في 2013.

خلال تبادل نذور الزواج في حلقة راو 1000، أعلنت إيه جاي أنها قبلت أن تكون مدير عام راو وهي وظيفة عرضها لها رئيس مجلس إدارة دبليو دبليو إي فينس مكماهون قبل أن تغادر المذبح. إيه جاي ظهرت لأول مرة بهذا المنصب في 30 يوليو حينما أرغمت برايان على الخضوع لاختبار من أجل تقييم حالته النفسية الخاصة لأنها خافت من أن يكون حفل زواجه بها في حلقة راو 1000 مقدمة لإدخالها لمستشفى للأمراض النفسية. كما قامت في وقت لاحق بتعديل مباراة بطولة الدبليو دبليو إي في سمرسلام إلى مباراة ثلاثية بسبب تدخل بانك خلال مباراة المتحدي الأول بين جون سينا وبيغ شو. واصلت إيه جاي انتقامها من برايان عندما جعلته يواجه كين في حدث سمر سلام. في الوقت نفسه، بدأت إيه جاي لي عداوة مع فيكي غيريرو التي طالبت بمنصب المديرة العامة لراو. باعتبار أن تصرفات إيه جاي صبيانية جدًا. في وقت لاحق أيضًا، قام سي إم بانك بإذلال إيه جاي عندما ذكرها بماضيها الغرامي معه. وهو ما أدى إلى مطالبة بول هيمان بمنصب المدير العام لراو. في 22 أكتوبر، استقالت إيه جاي من مهامها كمديرةٍ عامة لقسم راو بسبب ادعاءات كاذبة حول علاقتها بأحد مصارعي قائمة راو، والذي تبين فيما بعد أنه جون سينا. في وقت لاحق أظهرت فيكي غيريرو أدلة على ذهاب جون سينا وإيه جاي إلى عشاء عمل، ودخول إيه جاي في غرفة سينا وأكثر من ذلك. في حدث سورفايفور سيريس، حاولت إيه جاي إظهار «دليل» على صداقات غيريرو، إلا أنها تعرضت لهجوم من قبل تامينا سنوكا العائدة. في الحلقة التالية من راو، قامت إيه جاي وجون سينا بتقبيل بعضهما البعض بحماس حتى يعطيا فيكي ودولف زيغلر «شيئًا يمكن الحديث عنه». في حلقة راو التي جرت في 26 نوفمبر، قامت إيه جاي بتقبيل سينا مرة أخرى بعد مباراته ضد زيغلر، حيث بدئا علاقةً حقيقية بينهما. في حلقة راو التي جرت في 3 ديسمبر، فازت إيه جاي على تامينا في مباراة فردية.

في 16 ديسمبر، وأثناء حدث في تي إل سي، تحولت إيه جاي إلى شريرة بعد أت تدخلت في مباراة سلم بين جون سينا ضد دولف زيغلر حين دفعت سينا من فوق السلم. في الليلة التالية في راو وأثناء حلقة خاصة بجوائز سلامي لعام 2012، فازت إيه جاي مع سينا بجائزة «قبلة السنة» وهي جائزة قدمتها لها فيكي غيريرو. على أي حال بدت فيكي وإيه جاي تتجادلان حتى تدخل زيغلر لتفريقهما عن بعضهما. هذا الأمر سمح لأي جاي بتقبيل زيغلر أمام أنظار فيكي، حيث رسخت رسميًا بذلك تحولها إلى شريرة. في ماين إيفنت، تعاونت إيه جاي مع زيغلر لمواجهة سينا وغيريرو، حيث فاز سينا سينا وغيريرو بعد تدخل بيغ إي. لانغستون وهجومه على سينا نيابة عن إيه جاي. في حلقة حية خاصة من سماكداون جرت في ديسمبر 18، بررت إيه جاي تصرفاتها قائلة أن سينا كسر قلبها مثل فعل برايان وبانك لذلك ساعدت زيغلر على أن يكسر قلبه. في وقت لاحق من تلك الليلة هاجمت إيه جاي زميلتها السابقة كايتلين بعد أن وصفتها بالمجنونة قبل مباراة بطولة دبليو دبليو إي مغنيات أمام إيف توريس. في مباراتها الأولى المتلفزة لعام 2013، خسرت إيه جاي لناتاليا في حلقة دبليو دبليو إي ساترداي مورننغ سلام التي جرت في 9 مارس، بعد أن قامت ناتاليا بعكس حركة كروس بودي من الزاوية. في حلقة سماكداون التي جرت في 8 مارس، تبدالت لي وصديقها السابق دانيال برايان الإهانات وراء الكواليس بعد أن تبللت لي بالمياه عن طريق ريكاردو رودريغيز. في حلقة راو التي جرت في 18 مارس، حاول إيه جاي أن تصرف انتباه فريق هيل نو لكنها فشلت. في وقت لاحق من تلك الليلة وبعد أن فاز زيغلر على كوفي كينغستون، تحدت لي فريق هيل نو للدفاع عن بطولة دبليو دبليو إي للفرق الثنائية في راسلمينيا 29 ضد دولف زيغر وبيغ إي. لانغستون حيث قبلا التحدي. 
 في حلقة راو التي جرت في 25 مارس، تنصتت إيه جاي على بطلة المغنيات كايتلين بينما كانت تتحدث إلى كين وبرايان حيث هاجمتها وضربت رأسها في حوض ماء بعد أن دعتها كايتلين بالمجنونة. في وقت لاحق من تلك الليلة، فازت إيه جاي على كايتلين عبر العد الخارجي بعد أن حاولت كايتلين أن تضربها بحركة سبير وهي الحركة التي ضربت فيها كايتلين رأسها بالحاجز. ومع ذلك، وفي حلقة سماكداون التي جرت في 29 مارس، انتقمت كايتلين منها من حين فازت هي ودانيال برايان على لي وزيغلر في مباراة فرق ثنائية مختلطة بعد أن ضربتها كايتلين بحركة سبير. في 7 أبريل في راسلمينيا 29، أدارت إيه جاي وبيغ إي أثناء مباراتهما ضد فريق هيل نو والتي كانت على بطولة الفرق الثنائية حيث خسر فريقها المباراة. في الليلة التالية على راو، أدارت إيه جاي دولف حينما صرف حقيبة ماني إن ذا بانك حيث أصبح بطل العالم للوزن الثقيل للمرة الثانية.
في حلقة راو التي جرت في 22 أبريل، أصبحت إيه جاي المتحدية الأولى لبطولة المغنيات حين فازت بمباراة باتل رويل، بعدما أزالت ليلى. في حلقة راو التي جرت في 6 مايو، لعبت إيه جاي مع التوأم بيلا في مباراة فرق حيث خسرن لفريق فاكاداكتالس (ناومي نايت وكاميرون) وبطلة المغنيات كايتلين بعد أن تركتاها التوأم بيلا التوائم وحدها. في حلقة راو التي جرت في 13 مايو، فازت إيه جاي لي على ناتاليا عن طريق الاستسلام حين كانت بطلة المغنيات كايتلين والتوأم بيلا على جانب طاولة المعلقين حينما استخدمت حركة قبضة الأخطبوط على ناتاليا حيث أطلقت على الحركة اسم الأرملة السوداء. تشاجرت لي خلف الكواليس مع كايتلين أثناء حدث إكستريم رولز الذي جرى في 19 مايو بعد أن دعتها كايتلين ب«لوني تيونز». في الليلة التالية في حلقة راو التي جرت في 20 مايو، فازت لي على ليلى عن طريق الاستسلام مرة أخرى حين استخدمت لي حركة الأرملة السوداء. في حلقة راو التي جرت في 10 يونيو، كشفت إيه جاي نفسها في أن تكون المعجب السري لكايتلين حيث لامت كايتلين وتركتها دامعة.
في حدث بايباك، فازت لي ببطولة دبليو دبليو إي ديفاز بعد أن هزمت كايتلين التي خسرت بسبب تنفيذها لحركة الرمح بشكل خاطئ حيث سمح ذلك ل لي بتنفيذ حركة الأرملة السوداء. في الليلة التالية على راو احتفلت لي بفوزها غير أن ستيفاني مكماهون تحدثت معها قبل أن تقوم كايتلين بمهاجمة لي. واجهت لي ناتاليا التي لم تعجبها أفعال إيه جاي الأخيرة ضد كايتلين وازدرائها لشعبة الديفاز بأكملهن أثناء حلقة سماكداون التي جرت في 21 يونيو، حيث فازت لي بسبب تنفيذها لحركة الأرملة السوداء. في حلقة راو التي جرت في 24 يونيو، حاولت لي أن تصرف انتباه كايتلين بواسطة تقليدها بشعر مستعار أشقر وبذلة عضلات خلال مباراة كايتلين ضد أكسانا التي فازت بها كايتلين. لعبت لي مرة أخرى ضد ناتاليا في مباراة ليست على البطولة أثناء حلقة سماكداون التي جرت في 28 يونيو، حيث فازت ناتاليا بعد صرف الانتباه من قبل كايتلين التي كانت ترتدي مثل إيه جاي، بعد المباراة هاجمت كايتلين لي.

## الحياة الشخصية
يسرى منديز قالت أنها من أصل بورتوريكي. يسرى مينديز كانت سابقا في علاقة عاطفية مع مدربها جاي ليثل.
أصبحت يسرى منديز مغرمة بالكتب المصورة عندما كانت تدرُس في الصف الرابع. أجزائها المفضلة هي: إكس-من ثم الرجل العنكبوت، وفانتاستيك فور. شخصياتها المصورة المفضلة هي جين غراي وسيكلبوس. منديز تحب أيضًا ألعاب الفيديو، وكانت أول امرأة على الإطلاق تفوز بتحدي «تي إتش كيو سوبرستار تشالنج» حين فازت على مارك هنري في لعبة دبليو دبليو إي '12 لتكون الفائزة بالتحدي من بين 16 آخرين.

## في المصارعة
- الحركة القاضية
  - بلاك ويدو[37][108] - إف سي دبليو
  - شايننغ ويزارد[2][15][74] - 2010- حتى الآن
  - شيرانوي[2][15] - 2011
  - ويلبرو بولدوغ[109] - إن إكس تي
- حركات معروفة بها
  - كروس بودي من أحد زوايا الحلبة[110]
  - هيروكارينا، أحيانًا نحو خصم قادم[2]
  - مسيل دروبكيك[15]
  - سحب الخصم باليد[15]
  - ضربة دورانية بالكعب[2]
  - دروب كيك منخفضة[110]
  - منكي فلب[111]
- مع كايتلين

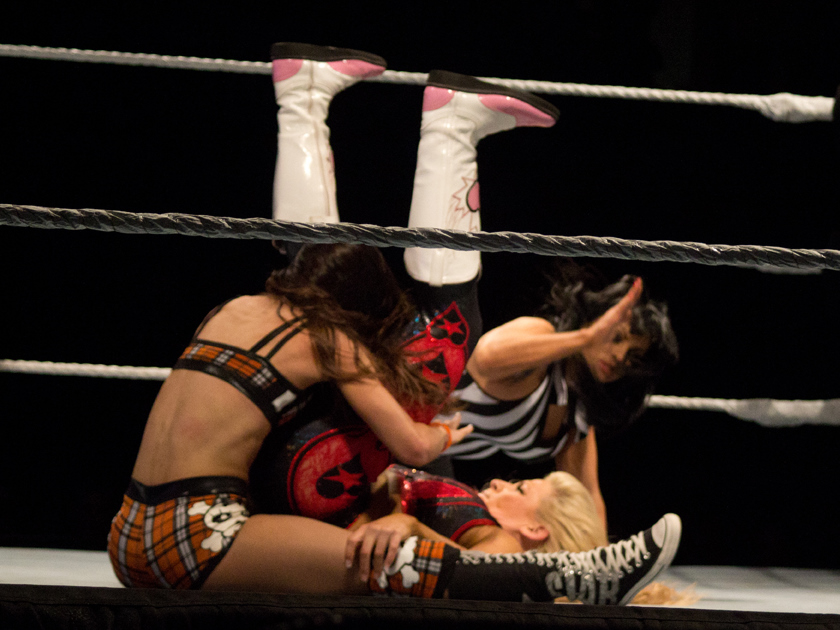
إيه جاي تثبت ناتاليا.

  - كلوزلاين من الزاوية (إيه جاي) / كسر ظهر (كايتلين)[112][113]
  - آيديد سبلاش[112]
- مدراء
  - بريمو[114]
  - ناتاليا[10]
  - كايتلين[115]
  - دانيال برايان[116]
  - بيغ إي. لانغستون
- مصارعون أدارتهم
  - كايتلين[117]
  - دانيال برايان[58]
  - دولف زيغلر[118]
- ألقاب
  - «غيك غديس»(إلهة الهوس)[119]
  - «مزيج البرق والرعد»[112] — مع كايتلين
  - «كريزي تشيك»[119]
- أغنية الدخول
  - «فيلين يا'» بواسطة جيم جونستون (إف سي دبليو)
  - «أوه بورتوريكو» يؤديها فيني وراي مع غناء من مارلين خيمينيز وألحان جيم جونستون (استعملت حين كانت متدربة جديدة في إن إكس تي مع بريمو)[120][121]
  - «رايت ناو» بواسطة تايلر فان دير بيرغ (10 يونيو، 2011 - أكتوبر 2011)[122]
  - «ليتس لايت إت أب» بواسطة جيم جونستون غناء كاري كيميل (أكتوبر 2011- حتى الآن)[123]

## بطولات وجوائز
- فلوريدا تشامبيونشيب ريسلينغ
  - بطولة إف سي دبليو ديفاز (مرة واحدة)[25]
  - لقب ملكة إف سي دبليو (مرة واحدة)[21]
- برو ريسلينغ إيلوستريتد
  - بي دبليو آي وضعتها في المركز الثامن والأربعون في قائمة أفضل 50 مصارعة عام 2011[124]
- وومن سوبرستارز أنسنسورد
  - بطولة دبليو إس يو للفرق الثنائية (مرة واحدة) - مع بروك كارتر[125]
  - دورة ملك وملكة دبليو إس يو / إن دبليو إس لعام 2009 - مع جاي ليثل[15]
- دبليو دبليو إي
  - بطولة دبليو دبليو إي ديفاز (ثلاث مرات)[126]
  - المديرة العامة لقسم راو (2012)[127]
  - جائزة سلامي ل""ُمصَارِعَةْ السنة" (2012)
  - جائزة سلامي ل«أفضل قبلة للسنة» (2012) - مع جون سينا
  - جائزة سلامي لمصارعة السنة {2014}

## وصلات خارجية
- إيه جاي لي على موقع IMDb (الإنجليزية)
- إيه جاي لي على موقع روتن توميتوز (الإنجليزية)
- إيه جاي لي على موقع قاعدة بيانات الأفلام العربية
- إيه جاي لي على موقع ألو سيني (الفرنسية)
- إيه جاي لي على موقع أول موفي (الإنجليزية)
- إيه جاي لي على موقع قاعدة بيانات الفيلم (الإنجليزية)
- إيه جاي لي على موقع ليتربوكسد (الإنجليزية)
- إيه جاي لي على موقع كينوبويسك (الروسية)
- إيه جاي لي على موقع دبليو دبليو إي (الإنجليزية)
- إيه جاي لي على موقع WrestlingData.com (الإنجليزية)
- إيه جاي لي على موقع CageMatch worker (الإنجليزية)
- إيه جاي لي على موقع قاعدة بيانات المصارعة على الإنترنت (الإنجليزية)
- إيه جاي لي على موقع عالم المصارعة على الإنترنت (الإنجليزية)

- إيه جاي في دبليو دبليو إي دوت كوم
- إيه جاي لي في أون لاين وورلد أوف ريسلينغ
- إيه جاي لي في غلوري ريسلينغ